# Charles B. Landis

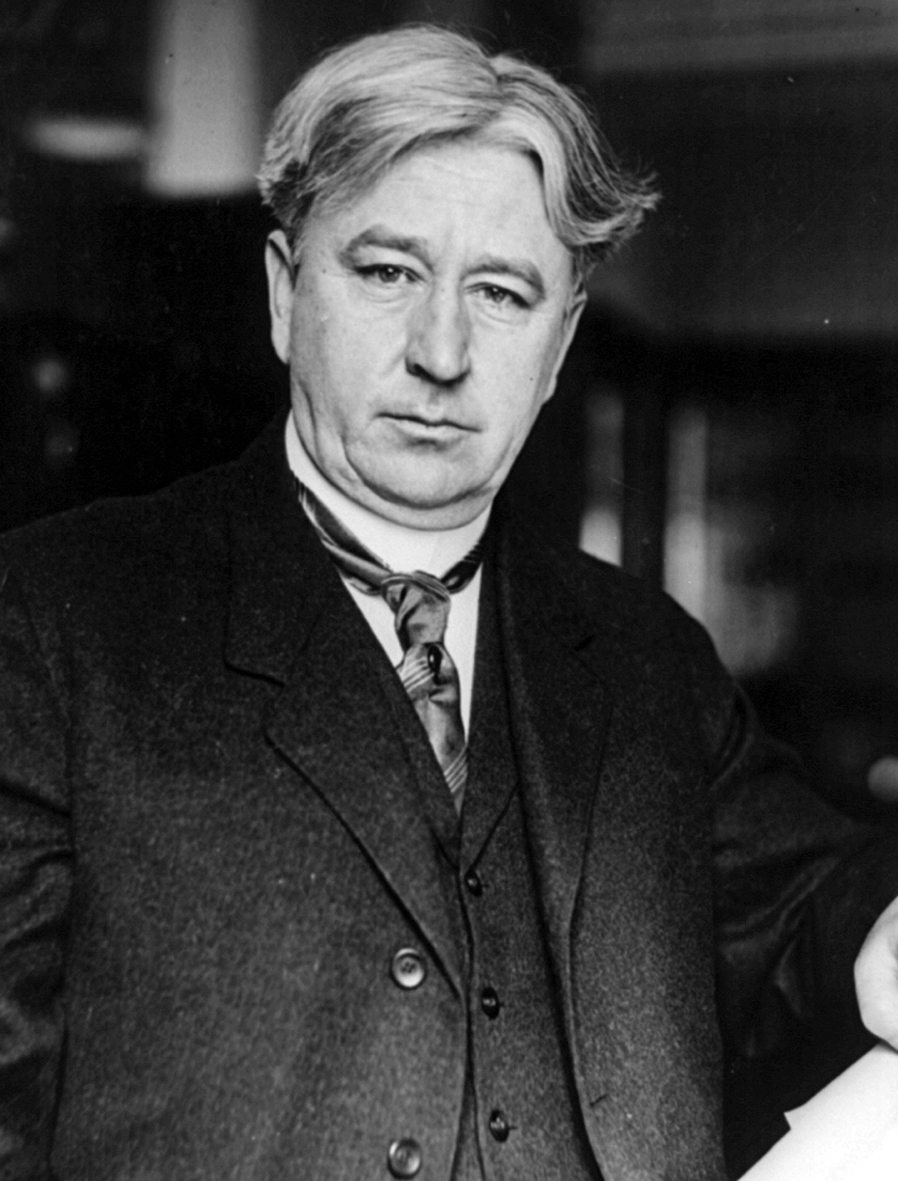
Charles B. Landis (etwa 1908)

Charles Beary Landis (* 9. Juli 1858 in Millville, Butler County, Ohio; † 24. April 1922 in Asheville, North Carolina) war ein US-amerikanischer Politiker. Zwischen 1897 und 1909 vertrat er den Bundesstaat Indiana im US-Repräsentantenhaus.

## Werdegang
Charles Landis war der ältere Bruder von Frederick Landis (1872–1934), der zwischen 1903 und 1907 ebenfalls für Indiana im Kongress saß. Er besuchte die öffentlichen Schulen in Logansport und studierte danach bis 1883 am Wabash College in Crawfordsville. Danach begann er eine journalistische Laufbahn. Zwischen 1883 und 1887 gab er die Zeitung „Logansport Journal“ heraus, später dann noch das „Delphi Journal“.
Politisch war Landis Mitglied der Republikanischen Partei. In den Jahren 1894 und 1895 fungierte er als Präsident der Vereinigung der republikanischen Zeitungsherausgeber in Indiana. Bei den Kongresswahlen des Jahres 1896 wurde er im neunten Wahlbezirk von Indiana in das US-Repräsentantenhaus in Washington, D.C. gewählt, wo er am 4. März 1897 die Nachfolge von Frank Hanly antrat. Nach fünf Wiederwahlen konnte er bis zum 3. März 1909 sechs Legislaturperioden im Kongress absolvieren. In diese Zeit fiel der Spanisch-Amerikanische Krieg von 1898.
Nachdem er im Jahr 1908 nicht bestätigt worden war, setzte Charles Landis seine journalistischen Tätigkeiten in Delphi fort. Aus gesundheitlichen Gründen zog er später nach Asheville in North Carolina, wo er am 24. April 1922 verstarb. Er wurde in Logansport beigesetzt.